# Liste der Comarcas in Portugal
Die Liste der Comarcas in Portugal enthält die Gerichtsbezirke in Portugal, die sogenannten Comarcas.
| Autonome Gemeinschaft     | Sitz             | Detail Link                            |
| ------------------------- | ---------------- | -------------------------------------- |
| Azoren                    | Ponta Delgada    | Liste der Comarcas auf den Azoren      |
| Distrikt Aveiro           | Aveiro           | Liste der Comarcas in Aveiro           |
| Distrikt Beja             | Beja             | Liste der Comarcas in Beja             |
| Distrikt Braga            | Braga            | Liste der Comarcas in Braga            |
| Distrikt Bragança         | Bragança         | Liste der Comarcas in Bragança         |
| Distrikt Castelo Branco   | Castelo Branco   | Liste der Comarcas in Castelo Branco   |
| Distrikt Coimbra          | Coimbra          | Liste der Comarcas in Coimbra          |
| Distrikt Évora            | Évora            | Liste der Comarcas in Évora            |
| Distrikt Faro             | Faro             | Liste der Comarcas in Faro             |
| Distrikt Guarda           | Guarda           | Liste der Comarcas in Guarda           |
| Distrikt Leiria           | Leiria           | Liste der Comarcas in Leiria           |
| Distrikt Lissabon         | Lissabon         | Liste der Comarcas in Lissabon         |
| Distrikt Lisboa Norte     | Loures           | Liste der Comarcas in Nordlissabon     |
| Distrikt Lisboa Oeste     | Sintra           | Liste der Comarcas in Ostlissabon      |
| Madeira                   | Funchal          | Liste der Comarcas auf Madeira         |
| Distrikt Porto            | Porto            | Liste der Comarcas in Porto            |
| Distrikt Porto Este       | Penafiel         | Liste der Comarcas in Ostporto         |
| Distrikt Portalegre       | Portalegre       | Liste der Comarcas in Portalegre       |
| Distrikt Santarém         | Santarém         | Liste der Comarcas in Santarém         |
| Distrikt Setúbal          | Setúbal          | Liste der Comarcas in Setúbal          |
| Distrikt Viana do Castelo | Viana do Castelo | Liste der Comarcas in Viana do Castelo |
| Distrikt Vila Real        | Vila Real        | Liste der Comarcas in Vila Real        |
| Distrikt Viseu            | Viseu            | Liste der Comarcas in Viseu            |